# 长喙口壳菌科
长喙口壳菌科（学名：Rhynchostomataceae）为散囊菌纲的一科真菌。未指定目。

## 下属分类
- Rhynchomeliola
- 长喙口壳菌属 Rhynchostoma